# Красный Колос (Кашарский район)
Кра́сный Ко́лос — посёлок в Кашарском районе Ростовской области.
Входит в состав Киевского сельского поселения.

## Население
| 2010 |
| ---- |
| 498  |

## Улицы
| - ул. Абрикосовая, - пер. Беленко, - пер. Вишнёвый, - пер. Донской, - пер. Заветный, | - ул. Лесная, - ул. Набережная, - ул. Педагогическая, - пер. Производственный, - ул. Пушкинская, | - ул. Садовая, - ул. Сосновая, - ул. Центральная, - пер. Школьный. |